# OrCAD
OrCAD es un software propietario utilizado para automatización de diseño electrónico (EDA). El software es usado por técnicos e ingenieros de diseño fundamentalmente para simulación electrónica, crear esquemas electrónicos y elaborar esquemas de circuito impreso para manufacturar placas de circuito impreso (PCB).
El nombre OrCAD proviene del lugar de origen de la compañía que lo desarrolla: Oregon + CAD.